# CKEditor
CKEditor (FCKeditor in precedenza) è un Editor di testo WYSIWYG open source di CKSource che può essere utilizzato all'interno delle pagine web. Mira ad essere poco pesante e non richiede installazioni lato client. La prima versione è stata distribuita nel 2003.
È gratuito per uso personale, ma richiede una licenza per l'uso su siti web.
Il codice è scritto in JavaScript e possiede diverse interfacce server side con Active-FoxPro, ASP, ASP.NET, ColdFusion, Java, JavaScript, Lasso, Perl, PHP, Python, Adobe AIR e altri.
CKEditor è compatibile con la maggior parte dei browser, tra cui: Internet Explorer 6.0+ (Microsoft Windows), Mozilla Firefox 2.0+, Safari 4.0+, Google Chrome (Microsoft Windows), Opera 9.50+, e Camino 1.0+ (Apple Inc.).
CKEditor è distribuito sotto le licenze GPL, LGPL e MPL.

## Storia del progetto CKEditor
La prima versione di CKEditor, sotto il nome di FCKeditor, è stata pubblicata nel marzo 2003 dalla Frederico Caldeira Knabben, il creatore del redattore e del progetto Benevolent Dictator for Life. Esso era supportato da XHTML, Word e Internet Explorer 5.0. Nel giugno 2006 FCKeditor raggiunse 1 milione di download. Nel corso dei due anni successivi, furono firmate partnership con Oracle Corporation e IBM Corporation.
Dopo aver raggiunto 3 milioni di download, FCKeditor fu completamente rivisto e riprogettato in CKEditor 3.0, con particolare attenzione alle prestazioni, accessibilità e una nuova interfaccia utente.
Nel dicembre 2012, è stato distribuito CKEditor 4.0 con il codice sorgente riformattato, maggiori prestazioni DOM e CSS, una nuova estetica e una repository di add-ons.

## Compatibilità
CKEditor utilizza "YUI Graded Browser Support" come base per i suoi requisiti di compatibilità. CKEditor 3.x è compatibile con la maggior parte dei browser internet inclusi Internet Explorer 6.0, 7.0, 8.0,9.0, tutte le principali versioni di Firefox a partire dal 3.x, Safari 5.x, l'ultima versione stabile di Google Chrome, l'ultima versione stabile di Opera e Camino 1.0 + (Macintosh).

## Caratteristiche CKEditor
CKEditor porta funzioni di editing popolari a siti web, quali: stili di formattazione (grassetto, corsivo, sottolineato), linking a una risorsa web, una funzione di "undo" sicuro, incolla da Word e altri strumenti di formattazione HTML comuni.
Le seguenti nuove funzionalità sono state introdotte in CKEditor 4.0, una di questa è l'Inline Editing, che è una caratteristica HTML5 che rimuove le vecchie aree di testo che permette agli utenti del sito di modificare le pagine direttamente nel loro stato finale; tutti gli i plugin di comunità e pelli possono essere presentati e liberamente condivisi.

## Personalizzazione
CKEditor 4.0 è stato riprogettato per fornire ai proprietari e agli sviluppatori nuovi strumenti di personalizzazione del sito web. L'editor può essere dotato di plugin e una estetica scelta dall'archivio degli add-ons di CKEditor. Praticamente ogni elemento del redattore è modulare, facilitando plugin di terze parti.
Il processo di personalizzazione CKEditor è supportato da CKBuilder, uno strumento speciale creata per il plugin, l'aspetto e la gestione linguistica. Il risultato è un editor adattato alle esigenze specifiche di ogni sviluppatore.

## Lingue
CKEditor è tradotto in più di 60 lingue, tra cui quelle principali, come francese, tedesco, italiano, olandese, cinese, spagnolo, portoghese, così come quelle meno comuni.

## Prodotti correlati
CKSource offre una versione commerciale di CKEditor, un file manager Ajax e pacchetti di prodotti integrati nativamente con Drupal o Joomla CMS.

## Caricamenti di file e immagini con CKEditor
Le API di CKEditor supportano i caricamenti di file e immagini e l'inserimento di documenti di editing, ma non ha gli strumenti per farlo di default.
Se si desidera avere tale funzionalità, è possibile installare uno dei plugin per CKEditor. Ecco un breve elenco:
- CKFinder [6]. Uploader ufficiale di CKEditor con gestore di contenuti: ha parecchi funzioni e connettori per il linguaggio di programmazione. Ha un uso commerciale.
- Ajax file manager [7]. Uploader gratuito con il server di navigazione per le presentazioni di immagini.
- DOKSoft rapido uploader immagine [8]. Piccolo uploader utilizzato per il caricamento immediato e l'inserimento di immagini o la loro anteprima nel documento.
- File manager roxy Fileman [9]. File manager gratuito per ASP. NET e PHP. Supporta i file e la ridenominazione di cartelle, taglia / copia / incolla, drag and drop, la ricerca, l'ordinamento, la cartella di download come file zip e molto di più. Supporta CKEditor 3.xe 4.x e TinyMCE 3.xe 4.x.

## MediaWiki+FCKeditor
MediaWiki+FCKeditor è una branca di FCKeditor sviluppata per la modifica WYSIWYG wiki.

## Modifica del nome
L'acronimo FCK in FCKeditor sta per Frederico Caldeira Knabben, inventore degli editor e Benevolent Dictator for Life del progetto. Queste lettere richiamano una nota parolaccia della lingua inglese, "fuck" (della quale Frederico, di origini brasiliane, non era al corrente quando emise la prima versione dell'editor).  Di conseguenza Knabben cambiò il nome del programma in CKEditor a partire dalla versione 3.0. Le lettere CK adesso significano Content and Knowledge.

## Vulnerabilità
FCKEditor 2.5.1 e 2.6.6 contiene un bug nella rinominazione dei file che permette l'esecuzione remota di codice. Nello specifico, è possibile fare l'upload di codice ASP attraverso la connessione ASP.NET in FCKEditor. La vulnerabilità richiede che il server remoto funzioni su IIS. La vulnerabilità è stata scoperta dalle ricerche di Rapid7 nell'agosto del 2010.